# Isosaari (ö i Finland, Kajanaland, Kehys-Kainuu, lat 65,08, long 28,26)
Isosaari är en ö i Finland. Den ligger i sjön Naamankajärvi och Polvijärvet och i kommunen Suomussalmi i den ekonomiska regionen  Kehys-Kainuu  och landskapet Kajanaland, i den centrala delen av landet, 600 km norr om huvudstaden Helsingfors. Öns area är 14,4 hektar och dess största längd är 0,6 kilometer i sydöst-nordvästlig riktning.